# Mohannad Abu Taha
Pour les articles homonymes, voir Abu et Taha.
Mohannad Abu Taha, né le 2 février 2003 à Amman, est un footballeur international jordanien. Il évolue au poste d'ailier à Al-Orobah, en prêt d’Al-Karkh

## Biographie

### Carrière en club
Né à Amman en Jordanie, Mohannad Abu Taha est formé par l'Al Weehdat, où il commence sa carrière professionnelle en championnat de Jordanie en 2021,. Il s'impose comme titulaire dans son club formateur, leur permettant de remporter la Coupe de Jordanie en 2022, tout en terminant deuxième du championnat,,,.
En janvier 2023, il est prêté à La Gantoise pour 4 mois avec l'équipe du championnat de Belgique,,. Des problèmes administratifs empêchent néanmoins au joueur de mener à terme son contrat en Belgique,.

### Carrière en sélection
Abu Taha est international avec l'équipe de Jordanie des moins de 20 ans, qu'il aide à se qualifier à la Coupe d'Asie junior. Il s'illustre ensuite aussi avec la sélection olympique.
En octobre 2023, Abu Taha est convoqué pour la première fois avec l'équipe senior de Jordanie par Houcine Ammouta,. Il honore sa première sélection le 17 octobre 2023, lors d'un match amical face à l'Irak.
En décembre 2023, il est sélectionné pour prendre part à la Coupe d'Asie 2023, organisée au Qatar, en janvier 2024. Il tombe toutefois malade avant le début de la compétition.